# Julia Laggner
Julia Laggner, née le 17 avril 1993 à Windhoek, est une joueuse de beach-volley namibienne. Elle a aussi la double nationalité allemande.

## Carrière
Elle remporte avec Kim Seebach la médaille d'argent aux Jeux africains de plage de 2019 à Sal.